# ای‌اف‌سی کاپ ۲۰۱۰
ای‌اف‌سی کاپ ۲۰۱۰ هفتمین دوره ای‌اف‌سی کاپ بود که توسط باشگاه‌هایی از کشورهای عضو کنفدراسیون فوتبال آسیا برگزار می‌شد.
با توجه به اینکه کنفدراسیون فوتبال آسیا فرمت لیگ قهرمانان آسیا را بررسی کرده و تغییرات قابل توجهی در نحوه برگزاری این رقابت‌ها ایجاد کرده است، تیم‌های راه یافته به ای‌اف‌سی کاپ نیز در مقایسه با دوره‌های قبلی از کشورهای متفاوتی هستند.

## نحوه صلاحیت
طرح مقدماتی مسابقات ای اف‌سی ۲۰۱۰ در سال ۲۰۰۸ منتشر شد. قرار بود در مجموع ۳۳ باشگاه در ای‌اف‌سی کاپ ۲۰۱۰ شرکت کنند (که در نهایت به ۳۱ کاهش یافت).
پلی آف مقدماتی (۲ تیم)
- قطر
- ازبکستان
  - با این حال، پس از آنکه محرومیت فدراسیون فوتبال عراق توسط فیفا تا ۶ ژانویه ۲۰۱۰ لغو نشد، نیازی به بازی پلی آف مقدماتی نبود و هر دو تیم به طور خودکار در مرحله گروهی صعود کردند.

مرحله گروهی (۳۲ تیم)
- برنده پلی آف مقدماتی (که در نهایت بازی برگزار نشد)
- ۲ تیم از هر یک از انجمن‌های زیر واجد شرایط خواهند بود:
  -  هنگ کنگ
  -  عراق
  -  اردن
  -  کویت
  -  لبنان
  -  مالدیو
  -  عمان
  -  سوریه
  -  یمن
  -  افغانستان
    - هر دو تیم عراق پس از آنکه محرومیت فدراسیون فوتبال عراق توسط فیفا در ۶ ژانویه ۲۰۱۰ لغو نشد، از مسابقات کنار گذاشته شدند.

- ۱ تیم از هر یک از انجمن‌های زیر واجد شرایط خواهد بود:
  -  بحرین
  -  هند
  -  اندونزی
  -  مالزی
  -  سنگاپور
  -  تایلند
  -  ویتنام
- ۶ تیم بازنده از پلی آف مقدماتی لیگ قهرمانان آسیا ۲۰۱۰ (شامل هر یک از فینالیست‌های ای‌اف‌سی کاپ ۲۰۰۹ که معیارهای تعیین‌شده توسط ای‌اف‌سی برای رقابت در لیگ قهرمانان آسیا ۲۰۱۰ را نداشته باشند و بنابراین مستقیماً وارد ای‌اف‌سی کاپ ۲۰۱۰ شوند)

نکات
- سه تیم از کشورهای صاحب‌نام شانس شرکت در مسابقات ای‌اف‌سی کاپ ۲۰۱۰ را داشته‌اند، بنابراین یک مسابقه پلی آف مقدماتی به تقویم اضافه شده است (که در نهایت برگزار نشد).
- برای دومین بار در تاریخ، تیم‌های کویتی به رقابت‌های ای‌اف‌سی کاپ می‌پیوندند. باشگاه‌های سوریه پس از پیروزی در اولین دوره (الجیش) در سال ۲۰۰۴، دوباره در این مسابقات حضور پیدا می‌کنند.
- یک تیم قطری برای اولین بار در این مسابقات شرکت خواهد کرد.

## تیم‌های راه یافته
فهرست شرکت‌کنندگان تأیید شده توسط ای‌اف‌سی به شرح زیر است.
| منطقه غربی (گروه‌های A تا E) | منطقه غربی (گروه‌های A تا E)                          | منطقه غربی (گروه‌های A تا E) | منطقه غربی (گروه‌های A تا E) |
| تیم                         | نحوه صلاحیت                                          | حضور                        | آخرین                       |
| --------------------------- | ---------------------------------------------------- | --------------------------- | --------------------------- |
| الرفاع                      | نایب قهرمان لیگ برتر بحرین ۰۹–۲۰۰۸                   | اولین                       |                             |
| کینگفیشر بنگال شرقی         | قهرمان جام فدراسیون هند ۱۰–۲۰۰۹                      | چهارمین                     | ۲۰۰۸                        |
| الوحدات                     | قهرمان لیگ اردن ۰۹–۲۰۰۸ قهرمان جام حذفی اردن ۰۹–۲۰۰۸ | پنجمین                      | ۲۰۰۹                        |
| شباب الاردن                 | نایب قهرمان لیگ اردن ۰۹–۲۰۰۸                         | سومین                       | ۲۰۰۸                        |
| الکویت۱                     | قهرمان ای‌اف‌سی کاپ ۲۰۰۹ قهرمان جام امیر کویت ۲۰۰۹     | دومین                       | ۲۰۰۹                        |
| القادسیه                    | قهرمان لیگ برتر کویت ۰۹–۲۰۰۸                         | اولین                       |                             |
| کاظمه                       | نایب قهرمان لیگ برتر کویت ۰۹–۲۰۰۸                    | اولین                       |                             |
| النجمه                      | قهرمان لیگ برتر لبنان ۰۹–۲۰۰۸                        | پنجمین                      | ۲۰۰۷                        |
| العهد                       | قهرمان جام حذفی لبنان ۰۹–۲۰۰۸                        | چهارمین                     | ۲۰۰۹                        |
| النهضه                      | قهرمان لیگ عمان ۰۹–۲۰۰۸                              | دومین                       | ۲۰۰۸                        |
| صحم                         | قهرمان جام سلطان قابوس ۲۰۰۹                          | اولین                       |                             |
| الریان۲                     | رتبه سوم لیگ ستارگان قطر ۰۹–۲۰۰۸                     | اولین                       |                             |
| الاتحاد                     | قهرمان ۰۹–۲۰۰۸                                       | اولین                       |                             |
| الجیش                       | رتبه سوم لیگ برتر سوریه ۰۹–۲۰۰۸                      | دومین                       | ۲۰۰۴                        |
| نسف قرشی۲                   | رتبه سوم لیگ ازبکستان ۲۰۰۹                           | اولین                       |                             |
| الهلال الساحلی              | قهرمان لیگ یمن ۰۹–۲۰۰۸                               | سومین                       | ۲۰۰۹                        |
| الاهلی                      | قهرمان جام رئیس دولت یمن ۲۰۰۹                        | دومین                       | ۲۰۰۸                        |
| الکرامه                     | بازنده پلی آف مقدماتی لیگ قهرمانان آسیا ۲۰۱۰         | دومین                       | ۲۰۰۹                        |
| چرچیل برادرز                | بازنده پلی آف مقدماتی لیگ قهرمانان آسیا ۲۰۱۰         | اولین                       |                             |
| استقلال کابل                | قهرمان لیگ افغانستان ۲۰۰۹                            | اولین                       |                             |

| منطقه شرقی (گروه‌های F تا H) | منطقه شرقی (گروه‌های F تا H)                  | منطقه شرقی (گروه‌های F تا H) | منطقه شرقی (گروه‌های F تا H) |
| تیم                         | نحوه صلاحیت                                  | حضور                        | آخرین                       |
| --------------------------- | -------------------------------------------- | --------------------------- | --------------------------- |
| چین جنوبی                   | قهرمان لیگ دسته اول هنگ کنگ ۰۹–۲۰۰۸          | سومین                       | ۲۰۰۹                        |
| تای‌پو                       | قهرمان جام حذفی هنگ کنگ ۲۰۰۹                 | اولین                       |                             |
| پرسیوا وامنا۳               | نایب قهرمان سوپر لیگ اندونزی ۰۹–۲۰۰۸         | اولین                       |                             |
| سلانگور                     | قهرمان سوپر لیگ مالزی ۲۰۰۹                   | دومین                       | ۲۰۰۶                        |
| وی‌بی                        | قهرمان لیگ دیوهی ۲۰۰۹                        | سومین                       | ۲۰۰۹                        |
| ویکتوری                     | قهرمان جام حذفی مالدیو ۲۰۰۹                  | سومین                       | ۲۰۰۸                        |
| گیلانگ یونایتد              | قهرمان جام حذفی سنگاپور ۲۰۰۹                 | دومین                       | ۲۰۰۴                        |
| تای پورت                    | قهرمان جام حذفی تایلند ۲۰۰۹                  | اولین                       |                             |
| بین دونگ                    | نایب قهرمان وی‌لیگ ۲۰۰۹                       | دومین                       | ۲۰۰۹                        |
| سریویجایا                   | بازنده پلی آف مقدماتی لیگ قهرمانان آسیا ۲۰۱۰ | اولین                       |                             |
| دانانگ                      | بازنده پلی آف مقدماتی لیگ قهرمانان آسیا ۲۰۱۰ | اولین                       |                             |
| موانگتونگ یونایتد           | بازنده پلی آف مقدماتی لیگ قهرمانان آسیا ۲۰۱۰ | اولین                       |                             |

۱ الکویت نتوانست معیارهای تعیین‌شده توسط ای‌اف‌سی برای رقابت در لیگ قهرمانان آسیا ۲۰۱۰ را برآورده کند و بنابراین مستقیماً وارد جام ای‌اف‌سی کاپ ۲۰۱۰ شد.
۲ نسف قرشی قرار بود در پلی آف مقدماتی میزبان الریان باشد و برنده به مرحله گروهی (گروه E) صعود کند. با این حال، هر دو تیم پس از اینکه دو تیم از عراق، اربیل (گروه C) و نجف (گروه B)، پس از لغو نشدن تعلیق فیفا از فدراسیون فوتبال عراق در ۶ ژانویه ۲۰۱۰، رد صلاحیت شدند، به‌طور خودکار به مرحله گروهی صعود کردند. در نتیجه، این مسابقات به ۳۱ تیم کاهش یافت.
۳ نگری سمبیلان (نماینده دوم مالزی) انصراف داد و پرسیوا وامنا جایگزین آن شد.

## برنامه
| تاریخ       | رویداد                                       |
| ----------- | -------------------------------------------- |
| ۷ دسامبر    | قرعه‌کشی برای پلی آف مقدماتی و مرحله گروهی    |
| ۲۳ ژانویه   | پلی آف مقدماتی (برگزار نشد)                  |
| ۸ فوریه     | قرعه کشی برای بازندگان ای‌سی‌ال در مرحله گروهی |
| ۲۳–۲۴ فوریه | هفته ۱ مرحله گروهی                           |
| ۱۶–۱۷ مارس  | هفته ۲ مرحله گروهی                           |
| ۲۳–۲۴ مارس  | هفته ۳ مرحله گروهی                           |
| ۶–۷ آوریل   | هفته ۴ مرحله گروهی                           |
| ۲۰–۲۱ آوریل | هفته ۵ مرحله گروهی                           |

| تاریخ       | رویداد                    |
| ----------- | ------------------------- |
| ۲۷–۲۸ آوریل | هفته ۶ مرحله گروهی        |
| ۱۱–۱۲ مه    | یک‌هشتم نهایی              |
| ۲۵ مه       | قرعه‌کشی مراحل باقی مانده  |
| ۱۴ سپتامبر  | یک‌چهارم نهایی، بازی رفت   |
| ۲۱ سپتامبر  | یک‌چهارم نهایی، بازی برگشت |
| ۵ اکتبر     | نیمه نهایی، بازی رفت      |
| ۱۹ اکتبر    | نیمه نهایی، بازی برگشت    |
| ۶ نوامبر    | فینال                     |

## مرحله گروهی
قرعه‌کشی مرحله گروهی در ۷ دسامبر ۲۰۰۹ در کوالا لامپور، مالزی برگزار شد. بازنده‌های پلی آف لیگ قهرمانان آسیا در ۸ فوریه ۲۰۱۰ در گروه‌های خود قرار گرفتند.
هر باشگاه به صورت رفت و برگشت در مقابل سه تیم دیگر گروه، در مجموع ۶ بازی، بازی می‌کند. باشگاه‌ها برای برد ۳ امتیاز، برای تساوی ۱ امتیاز و برای باخت ۰ امتیاز دریافت می‌کنند. باشگاه‌ها بر اساس امتیاز رتبه‌بندی می‌شوند و معیارهای تساوی‌شکن به ترتیب زیر است:
1. بیشترین تعداد امتیاز کسب شده در مسابقات گروهی بین تیم‌های مربوطه؛
2. تفاضل گل حاصل از مسابقات گروهی بین تیم‌های مربوطه؛ (گل‌های خارج از خانه اعمال نمی‌شود)
3. بیشترین تعداد گل زده شده در مسابقات گروهی بین تیم‌های مربوطه؛ (گل‌های خارج از خانه اعمال نمی‌شود)
4. تفاضل گل در تمام مسابقات گروهی؛
5. بیشترین تعداد گل زده شده در تمام مسابقات گروهی؛
6. اگر فقط دو تیم درگیر باشند و هر دو در زمین بازی باشند، ضربات پنالتی زده می‌شود؛
7. امتیاز کمتر بر اساس تعداد کارت‌های زرد و قرمز دریافت شده در مسابقات گروهی محاسبه می‌شود؛ (۱ امتیاز برای هر کارت زرد، ۳ امتیاز برای هر کارت قرمز در نتیجه دو کارت زرد، ۳ امتیاز برای هر کارت قرمز مستقیم، ۴ امتیاز برای هر کارت زرد و به دنبال آن یک کارت قرمز مستقیم)
8. قرعه‌کشی.

تیم‌های اول و دوم هر گروه به دور بعدی راه پیدا می‌کنند.

### گروه A
| تیم         | بازی | برد | مساوی | باخت | گل زده | گل خورده | گل تفاضل | امتیاز |  | KAR | SHA | SAH | AHL |
| ----------- | ---- | --- | ----- | ---- | ------ | -------- | -------- | ------ |  | --- | --- | --- | --- |
| الکرامه     | ۶    | ۴   | ۲     | ۰    | ۱۲     | ۴        | ۸+       | ۱۴     |  | —   | 1–1 | 2–0 | 2–0 |
| شباب الاردن | ۶    | ۳   | ۳     | ۰    | ۱۳     | ۵        | ۸+       | ۱۲     |  | 2–2 | —   | 3–1 | 6–1 |
| صحم         | ۶    | ۱   | ۲     | ۳    | ۵      | ۱۱       | ۶−       | ۵      |  | 1–4 | 0–0 | —   | 1–0 |
| الاهلی صنعا | ۶    | ۰   | ۱     | ۵    | ۳      | ۱۳       | ۱۰−      | ۱      |  | 0–1 | 0–1 | 2–2 | —   |

### گروه B
| تیم            | بازی | برد | مساوی | باخت | گل زده | گل خورده | گل تفاضل | امتیاز |  | KUW | CHU | HIL |
| -------------- | ---- | --- | ----- | ---- | ------ | -------- | -------- | ------ |  | --- | --- | --- |
| الکویت         | ۴    | ۲   | ۲     | ۰    | ۱۳     | ۵        | ۸+       | ۸      |  | —   | 7–1 | 2–2 |
| چرچیل برادرز   | ۴    | ۲   | ۱     | ۱    | ۶      | ۱۰       | ۴−       | ۷      |  | 2–2 | —   | 1–0 |
| الهلال الساحلی | ۴    | ۰   | ۱     | ۳    | ۳      | ۷        | ۴−       | ۱      |  | 0–2 | 1–2 | —   |

### گروه C
| تیم      | بازی | برد | مساوی | باخت | گل زده | گل خورده | گل تفاضل | امتیاز |  | KAZ | NAS | JAI | AHE |
| -------- | ---- | --- | ----- | ---- | ------ | -------- | -------- | ------ |  | --- | --- | --- | --- |
| کاظمه    | ۶    | ۴   | ۱     | ۱    | ۶      | ۳        | ۳+       | ۱۳     |  | —   | 0–0 | 0–1 | 1–0 |
| نسف قرشی | ۶    | ۳   | ۲     | ۱    | ۱۲     | ۴        | ۸+       | ۱۱     |  | 1–2 | —   | 2–1 | 4–0 |
| الجیش    | ۶    | ۲   | ۲     | ۲    | ۱۰     | ۸        | ۲+       | ۸      |  | 0–1 | 1–1 | —   | 6–3 |
| العهد    | ۶    | ۰   | ۱     | ۵    | ۵      | ۱۸       | ۱۳−      | ۱      |  | 1–2 | 0–4 | 1–1 | —   |

### گروه D
| تیم                 | بازی | برد | مساوی | باخت | گل زده | گل خورده | گل تفاضل | امتیاز |  | QAD | ITT | NEJ | EB  |
| ------------------- | ---- | --- | ----- | ---- | ------ | -------- | -------- | ------ |  | --- | --- | --- | --- |
| القادسیه            | ۶    | ۴   | ۲     | ۰    | ۱۴     | ۵        | ۹+       | ۱۴     |  | —   | 3–0 | 1–1 | 4–1 |
| الاتحاد             | ۶    | ۳   | ۱     | ۲    | ۱۰     | ۸        | ۲+       | ۱۰     |  | 0–0 | —   | 4–2 | 2–1 |
| النجمه              | ۶    | ۳   | ۱     | ۲    | ۱۲     | ۸        | ۴+       | ۱۰     |  | 1–3 | 1–0 | —   | 3–0 |
| کینگفیشر بنگال شرقی | ۶    | ۰   | ۰     | ۶    | ۵      | ۲۰       | ۱۵−      | ۰      |  | 2–3 | 1–4 | 0–4 | —   |

### گروه E
| تیم     | بازی | برد | مساوی | باخت | گل زده | گل خورده | گل تفاضل | امتیاز |  | RAY | RIF | WAH | NAH |
| ------- | ---- | --- | ----- | ---- | ------ | -------- | -------- | ------ |  | --- | --- | --- | --- |
| الریان  | ۶    | ۵   | ۰     | ۱    | ۱۶     | ۷        | ۹+       | ۱۵     |  | —   | 0–2 | 3–0 | 3–2 |
| الرفاع  | ۶    | ۴   | ۱     | ۱    | ۷      | ۵        | ۲+       | ۱۳     |  | 1–4 | —   | 2–1 | 1–0 |
| الوحدات | ۶    | ۲   | ۱     | ۳    | ۸      | ۱۰       | ۲−       | ۷      |  | 2–4 | 0–0 | —   | 2–0 |
| النهضه  | ۶    | ۰   | ۰     | ۶    | ۳      | ۱۲       | ۹−       | ۰      |  | 0–2 | 0–1 | 1–3 | —   |

### گروه F
| تیم       | بازی | برد | مساوی | باخت | گل زده | گل خورده | گل تفاضل | امتیاز |  | SRI | BD  | SEL | VIC |
| --------- | ---- | --- | ----- | ---- | ------ | -------- | -------- | ------ |  | --- | --- | --- | --- |
| سریویجایا | ۶    | ۴   | ۱     | ۱    | ۱۷     | ۳        | ۱۴+      | ۱۳     |  | —   | 1–0 | 6–1 | 5–0 |
| بین دونگ  | ۶    | ۴   | ۱     | ۱    | ۱۴     | ۲        | ۱۲+      | ۱۳     |  | 2–1 | —   | 4–0 | 3–0 |
| سلانگور   | ۶    | ۱   | ۱     | ۴    | ۷      | ۱۶       | ۹−       | ۴      |  | 0–4 | 0–0 | —   | 5–0 |
| ویکتوری   | ۶    | ۱   | ۱     | ۴    | ۲      | ۱۹       | ۱۷−      | ۴      |  | 0–0 | 0–5 | 2–1 | —   |

### گروه G
| تیم               | بازی | برد | مساوی | باخت | گل زده | گل خورده | گل تفاضل | امتیاز |  | SC  | MTU | VB  | WAM |
| ----------------- | ---- | --- | ----- | ---- | ------ | -------- | -------- | ------ |  | --- | --- | --- | --- |
| چین جنوبی         | ۶    | ۴   | ۱     | ۱    | ۱۲     | ۵        | ۷+       | ۱۳     |  | —   | 0–0 | 3–1 | 6–3 |
| موانگتونگ یونایتد | ۶    | ۳   | ۲     | ۱    | ۱۲     | ۷        | ۵+       | ۱۱     |  | 0–1 | —   | 3–1 | 4–1 |
| وی‌بی              | ۶    | ۳   | ۰     | ۳    | ۱۲     | ۱۱       | ۱+       | ۹      |  | 1–0 | 2–3 | —   | 4–0 |
| پرسیوا وامنا      | ۶    | ۰   | ۱     | ۵    | ۸      | ۲۱       | ۱۳−      | ۱      |  | 0–2 | 2–2 | 2–3 | —   |

### گروه H
| تیم            | بازی | برد | مساوی | باخت | گل زده | گل خورده | گل تفاضل | امتیاز |  | DN  | TP  | GEY | TAI |
| -------------- | ---- | --- | ----- | ---- | ------ | -------- | -------- | ------ |  | --- | --- | --- | --- |
| دانانگ         | ۶    | ۴   | ۲     | ۰    | ۱۲     | ۶        | ۶+       | ۱۴     |  | —   | 0–0 | 3–2 | 3–0 |
| پورت           | ۶    | ۳   | ۲     | ۱    | ۸      | ۵        | ۳+       | ۱۱     |  | 2–3 | —   | 2–2 | 2–0 |
| گیلانگ یونایتد | ۶    | ۰   | ۴     | ۲    | ۷      | ۹        | ۲−       | ۴      |  | 1–1 | 0–1 | —   | 1–1 |
| تای پو         | ۶    | ۰   | ۲     | ۴    | ۳      | ۱۰       | ۷−       | ۲      |  | 1–2 | 0–1 | 1–1 | —   |

## مرحله حذفی

### یک‌هشتم نهایی
مسابقات در تاریخ ۱۱ و ۱۲ مه ۲۰۱۰ برگزار شد.
| تیم ۱     | نتیجه              | تیم ۲             |
| --------- | ------------------ | ----------------- |
| الکرامه   | ۱–۰                | نسف قرشی          |
| کاظمه     | ۱–۱ (و.ا.) (۶–۵ پ) | شباب الاردن       |
| الریان    | ۱–۱ (و.ا.) (۲–۴ پ) | موانگتونگ یونایتد |
| چین جنوبی | ۱–۳                | الرفاع            |
| الکویت    | ۱–۱ (و.ا.) (۴–۵ پ) | الاتحاد           |
| القادسیه  | ۲–۱                | چرچیل برادرز      |
| سریویجایا | ۱–۴                | تای پورت          |
| دانانگ    | ۴–۳ (و.ا.)         | بین دونگ          |

### یک‌چهارم نهایی
قرعه‌کشی دورهای باقی‌مانده در ۲۵ مه ۲۰۱۰ در کوالا لامپور، مالزی برگزار شد. به دلیل قانون حمایت از کشورها، اگر دو باشگاه از یک کشور باشند، در مرحله یک‌چهارم نهایی با یکدیگر روبرو نخواهند شد. بنابراین، دو باشگاه از سوریه، کویت و تایلند ممکن نبود در مرحله یک‌چهارم نهایی با یکدیگر روبرو شوند.

بازی‌های رفت در ۱۴ و ۱۵ سپتامبر و بازی‌های برگشت در ۲۱ و ۲۲ سپتامبر ۲۰۱۰ برگزار شد.
| تیم ۱    | نتیجه‌نهایی | تیم ۲             | بازی رفت | بازی برگشت |
| -------- | ---------- | ----------------- | -------- | ---------- |
| الرفاع   | ۸–۳        | دانانگ            | ۳–۰      | ۵–۳        |
| الکرامه  | ۱–۲        | موانگتونگ یونایتد | ۱–۰      | ۰–۲        |
| تای پورت | ۰–۳        | القادسیه          | ۰–۰      | ۰–۳        |
| الاتحاد  | ۴–۲        | کاظمه             | ۳–۲      | ۱–۰        |

### نیمه نهایی
بازی‌های رفت در ۵ اکتبر و بازی‌های برگشت در ۱۹ اکتبر ۲۰۱۰ برگزار شد.
| تیم ۱             | نتیجه‌نهایی | تیم ۲    | بازی رفت | بازی برگشت |
| ----------------- | ---------- | -------- | -------- | ---------- |
| موانگتونگ یونایتد | ۱–۲        | الاتحاد  | ۱–۰      | ۰–۲        |
| الرفاع            | ۳–۴        | القادسیه | ۲–۰      | ۱–۴        |

### فینال
فینال در ۶ نوامبر ۲۰۱۰ برگزار شد. این مسابقه تک‌بازی بود و در ابتدا قرار بود در ورزشگاه میزبان یکی از فینالیست‌ها برگزار شود، اما یک هفته قبل از فینال به ورزشگاهی با ظرفیت بیشتر تغییر مکان داد.
| ۶ نوامبر ۲۰۱۰ | القادسیه     | ۱–۱ | الاتحاد | ورزشگاه بین‌المللی جابر الاحمد, کویت تماشاگران: ۵۸٬۶۰۴ |
| ۶ نوامبر ۲۰۱۰ |              |     |         | ورزشگاه بین‌المللی جابر الاحمد, کویت تماشاگران: ۵۸٬۶۰۴ |
| ۶ نوامبر ۲۰۱۰ | پنالتی‌ها ۲–۴ |     |         | ورزشگاه بین‌المللی جابر الاحمد, کویت تماشاگران: ۵۸٬۶۰۴ |

## قهرمان
| قهرمان ای‌اف‌سی کاپ ۲۰۱۰ |
| ---------------------- |
| الاتحاد                |
| اولین قهرمانی          |